# Małe opóźnienie
Małe opóźnienie (tytuł oryginalny: Një vonesë e vogël) – albański film fabularny z roku 1982 w reżyserii Xhanfise Keko.

## Opis fabuły
Bohaterami filmu są dzieci z jednej klasy: Besiana, Dorina, Ermal i Kliti, które w przededniu Dnia Kobiet mają iść do domu nauczycielki i złożyć jej życzenia. W drodze do jej domu dochodzi jednak do tylu sytuacji, intrygujących dzieci, że przychodzą ze znacznym opóźnieniem.
Film realizowano w Tiranie.

## Obsada
- Ermir Balla jako Ermal
- Gentian Basha jako Saimir
- Marieta Ljarja jako nauczycielka
- Gentian Lleku jako Kliti
- Albana Merkoziaj jako Albana
- Ilia Shyti jako emerytowany nauczyciel
- Juna Tomorri jako Dorina
- Bledar Hadëri jako Bledar
- Edmond Bejleri jako ojciec Saimira
- Violeta Manushi jako staruszka
- Xhafer Xhafa jako kwiaciarz
- Ferit Bylykbashi jako policjant